# Kastell Urlueni
Unter dem Namen Kastell Urlueni (auch: Kastell Urluieni) versteht man zwei unmittelbar beieinander liegende römische Hilfstruppenkastelle auf dem Gebiet des zur Gemeinde Bârla gehörenden Dorfes Afrimești im rumänischen Kreis Argeș. Die beiden Militäranlagen liegen unmittelbar nebeneinander und befinden sich am westlichen Rand der Region Große Walachei. In antiker Zeit waren sie Bestandteile des Dakischen Limes, konkret des Abschnittes Limes Transalutanus (Transalutanischer Limes; Limes jenseits des Olt). Administrativ gehörten sie möglicherweise schon zur Provinz Dacia inferior, später dann zur Dacia Malvensis. Gemeinsam mit insgesamt 277 Stätten des Dakischen Limes wurde das Kastell Urlueni 2024 zum UNESCO-Weltkulturerbe erhoben.

## Lage und Forschungsgeschichte
Die beiden Kastelle liegen am nordwestlichen Rand des Dorfes Afrimești, knapp einen Kilometer westlich von Urlueni und rund 350 m westlich des Flusses Cotmeana. Die Kastelle Urlueni I und Urlueni II trennt nur eine Entfernung von weniger als 100 Metern, auf teilbewaldeten oder landwirtschaftlich genutzten bzw. brach liegenden Flächen. Urlueni I ist gut, Urlueni II ist nicht im Gelände sichtbar.
Als archäologisch relevante Fläche war das Gelände bereits seit dem Ende des 19./Beginn des 20. Jahrhunderts bekannt. Wissenschaftliche Ausgrabungen erfolgten dann in den Jahren 1929/1930 durch Vasile Christescu sowie 1973, 1983 bis 1988, 1994 bis 1996, und 1998 bis 2001 unter Ioana Bogdan Cataniciu. Schließlich nahm Eugen S. Teodor zwischen 2015 und 2017 Geländebegehungen sowie orthofotografische Untersuchen und geophysikalische Prospektionen vor.

## Archäologische Befunde

### Kastell Urlueni I (Mare de la Urlueni)
Bei den archäologischen Ausgrabungen konnten im Kastell Urlueni I zwei Bauphasen differenziert werden. Bei der ersten Phase handelt es sich um ein Holz-Erde-Lager, bei der zweiten um ein Kastell aus Backsteinen. Leider fehlten datierbare Funde, um eine genaue Chronologie zu erstellen. In beiden Phasen hatten die Lager den gleichen rechteckigen Grundriss von 105 m mal 123 m, was einer bebauten Fläche von 1,3 Hektar entspricht. Das Kastell war nicht mit seinen Seiten, sondern mit den Lagerecken in die vier Himmelsrichtungen ausgerichtet. Von Cataniciu und Gudea wurde die Hypothese aufgestellt, dass es sich um eine hadrianische (117–138) Gründung handeln könnte. Demgegenüber schlugen Ovidiu Țentea et al. eine sehr späte Gründung im ersten Viertel des dritten Jahrhunderts vor. Die Truppen, die in Urlueni I ihren Dienst verrichteten, sind unbekannt.

#### Holz-Erde-Bauphase
In seiner ersten Bauphase hatte das Lager einen rechteckigen Grundriss mit abgerundeten Ecken, im typischen Spielkartenformat. Geschützt wurde es durch einen Holz-Erde-Wall von erhaltenen zehn Metern Breite und 1,20 m erhaltener Höhe. Als Annäherungshindernis konnte an der Ost- und Westseite ein einzelner Wehrgraben von 1,20 m Tiefe festgestellt werden. An der Nordseite stießen die Archäologen auf ein Doppelgrabensystem, dessen innerer Graben 1,50 m tief war, während der äußere Graben über eine Breite von acht Metern und über eine Tiefe von 2,80 m verfügte. Die Südseite wies wieder einen Einzelgraben von zwei Metern Tiefe auf.

#### Backsteinbauphase
In der Backsteinbauphase wurde der Wall durch eine Ziegelmauer ersetzt. Das Kastell hatte die gleiche rechteckige Form mit abgerundeten Ecken, den gleichen Grundriss und die gleiche Ausrichtung wie das vorherige Bauwerk. Die Mauer besaß eine Mächtigkeit von 1,50 m bis 1,60 m sowie einen Wehrgang, bei dem drei Bauphasen differenziert werden konnten:
- Wehrgang auf Holzpfeilern
- Wehrgang auf Ziegelpfeilern
- Wehrgang auf einem separaten Erdwall

Die Gräben der Holz-Erde-Phase blieben erhalten. Zwei Tore mit einer Durchgangsbreite von jeweils 3,50 m konnten an der Ost- und Nordseite nachgewiesen werden. Die Tortürme haben den Grundriss eines gleichschenkeligen Trapezes (5,50 m/5,50 m/4,70 m/5,50 m) und springen leicht nach außen vor. Da die Porta principalis sinistra auf der Ostseite nachgewiesen wurde, ist davon auszugehen, dass das Kastell mit seiner Prätorialfront nach Süden hin ausgerichtet war. Die Ecktürme besitzen einen trapezförmigen Grundriss. Im Inneren des Lagers konnten die Principia teilweise freigelegt werden. Sie besaßen Abmessungen von 29,80 m mal 31,50 m, womit sie eine Fläche von fast 939 qm bedeckten. Ein weiteres größeres Gebäude im Latus dextrum (rechte Lagerhälfte) wurde als Praetorium, das Wohngebäude des Kommandanten, angesprochen.

### Kastell Urlueni II

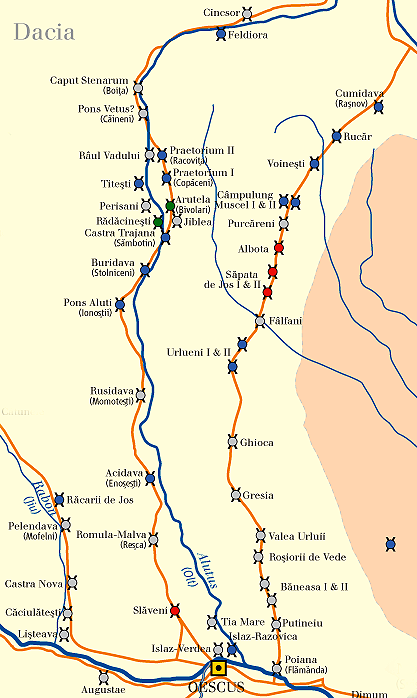
Kastell Urlueni I und II im Verlauf des Limes Transalutanus (rechts)

1973 wurde Urlueni II erstmals vermessen. Die Vermessungen zeigten ein Holz-Erde-Lager mit rechteckigem Grundriss, das parallel zum Kastell Urlueni II liegt. Seine Abmessungen betragen 85 m mal 112 m, was einer Fläche von 0,95 Hektar entspricht. Auf seiner Nordseite wurde ein Verteidigungsgraben mit einer Tiefe von zwei Metern, auf seiner Westseite einer mit einer Tiefe von 1,20 m festgestellt. Es scheint zwei Bauphasen gegeben zu haben, die jedes Mal durch Feuer zerstört wurden. Die zweite Zerstörung erfolgte vermutlich im frühen dritten Jahrhundert, nach der Regentschaft des Elagabal. Es gibt aber keine datierenden Funde, die eine gesicherte Chronologie zulassen. Die Besatzung des Kastells ist unbekannt.

### Vicus
Rund um die beiden Militärlager erstreckte sich der Vicus. Ein Vicus ist bei nahezu jeder römischen Garnison anzutreffen. Er ist die zivile Siedlung des Kastells, in dem die Angehörigen der Soldaten, Veteranen, Handwerker, Händler, Prostituierte, Gastwirte und andere Dienstleister wohnten und arbeiteten. Insbesondere nördlich der Siedlung wurde ein Siedlungskern identifiziert, von dem aus eine Straße nach Norden zur nächsten Garnison und eine weitere nach Osten führte, wo sie sehr wahrscheinlich den Fluss Cotmeana kreuzte.

## Fundmaterial
Die Münzfunde entstammen fast ausschließlich dem 3. Jahrhundert, die Münzreihe reicht von Elagabal (218–222) bis zu Philippus Arabs (244–249) und wurde überwiegend im Kastell II gefunden. Demgegenüber steht nur eine vereinzelte Prägung des Trajan, die aber aus einem ungewissen Befundkontext stammt. Eine Firmalampe mit dem Stempel eines IANVARIVS wurde vom Ausgräber auf die Mitte des zweiten Jahrhunderts datiert. Es könnte sich dabei aber auch gut um ein lokales, provinzielles Imitat handeln, das eher auf den Beginn des 3. Jahrhunderts zu datieren wäre. Schließlich wurde im Schutt der Via sagularis noch eine Fibel aus dem dritten Viertel des 3. Jahrhunderts entdeckt.

## Fundverbleib und Denkmalschutz
Die Aufbewahrung und Präsentation der Funde erfolgt im Institutul de Arheologie „Vasile Pârvan” (Archäologisches Institut „Vasile Pârvan“) in Bukarest.
Die gesamten archäologischen Stätten stehen nach dem 2001 verabschiedeten Gesetz Nr. 422/2001 als historische Denkmäler unter Schutz gestellt. Das Gelände ist mit dem LMI-Code AG-I-s-A-13385 in der nationalen Liste der historischen Monumente (Lista Monumentelor Istorice) eingetragen. Der entsprechende RAN-Code lautet 14478.01. Zuständig ist das Ministerium für Kultur und nationales Erbe (Ministerul Culturii și Patrimoniului Național), insbesondere das Generaldirektorat für nationales Kulturerbe, die Abteilung für bildende Kunst sowie die Nationale Kommission für historische Denkmäler sowie weitere, dem Ministerium untergeordnete Institutionen. Ungenehmigte Ausgrabungen sowie die Ausfuhr von antiken Gegenständen sind in Rumänien verboten.